# Dorfkirche Weißen

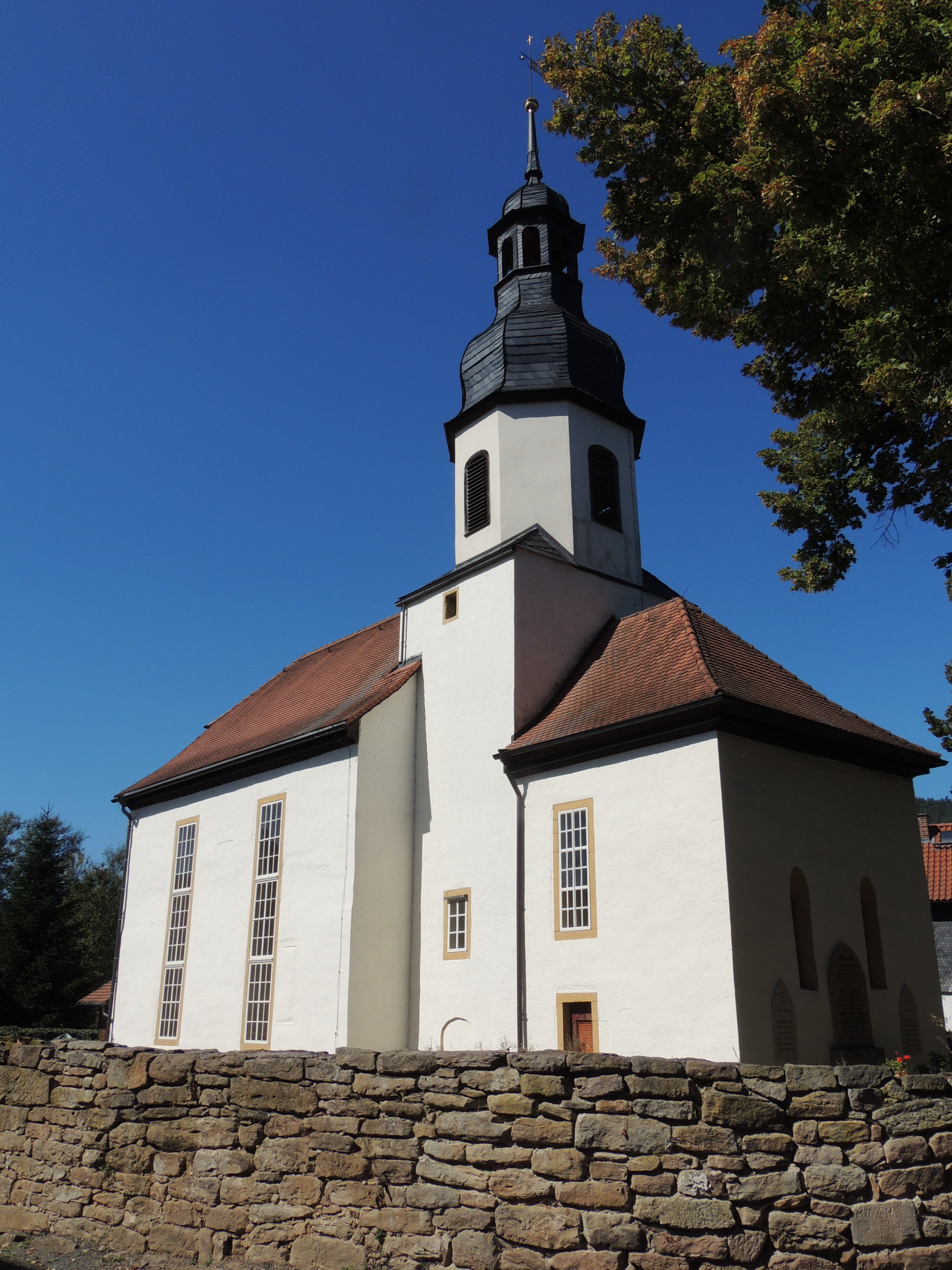
Außenansicht der Dorfkirche Weißen

Die evangelische Dorfkirche Weißen steht im Ortsteil Weißen der Gemeinde Uhlstädt-Kirchhasel im Landkreis Saalfeld-Rudolstadt in Thüringen östlich der Saale, nordöstlich der Saalebrücke zur Bundesstraße 88 und der Dorfstraße in Richtung Oberkrossen auf einer erhöhten Ebene in der überflutungsgefährdeten Saaleaue im Zentrum des Dorfes.

## Geschichte
Im Jahre 1194 fand zum ersten Mal eine Kirche Erwähnung, deren Überreste später vermutlich im Bereich des Chorjoches eine bauliche Verwendung fanden. Belegte Um- bzw. Restaurierungsarbeiten fanden statt in den Jahren 1715, 1750, 1798, 1834 und 1879.
Die erste Bauphase der heutigen Kirche begann etwa innerhalb des 15. Jahrhunderts. Hier wurde zunächst das Kirchenschiff (allerdings in geringerer Höhe als heute) mit einem Eingang in der Nordfassade errichtet sowie das Chorjoch mit Turmschaft, wofür ein Abbruch der vorhandenen romanischen Apsis vorgenommen wurde. Etwas später (etwa um 1500) fand der Anbau einer neuen Apsis mit zwei spitzbogigen Fenstern statt. Es folgte – vermutlich in der ersten Hälfte des 16. Jahrhunderts – die Aufstockung des Kirchenschiffes und des Triumphbogens. Zwischen ca. 1715 und 1750 wurden die rechteckigen Langfenster im Chorjoch, in der Apsis und im Kirchenschiff eingebaut. Der Turmschaft wurde erhöht und mit einer Haube versehen. Der Eingang wurde in die Westwand verlegt mit einem überdachten Zugang zur ersten Emporenebene. Es wurde eine Empore eingebaut, ebenfalls die Orgel und der Kanzelaltar. Die heutige Empore, in welche Teile der ursprünglichen Empore integriert wurden, besteht seit etwa 1834.
Am 6. April 1972 (zu DDR-Zeiten) schlug ein Blitz in den Kirchturm ein. Durch herabfallende Steine wurde das Dach des Kirchenschiffs stark beschädigt und die Kirche blieb nach einer notdürftigen Reparatur für Jahre in baufälligem Zustand. Ein Abriss konnte nach der Wende 1989 durch den Einsatz des Pfarrers Johannes Dieter und vieler freiwilliger Helfer verhindert werden. Nach jahrelangem Verfall bis 1993 wurde mit umfangreichen Bauarbeiten begonnen. Das Dach des Kirchenschiffs sowie der Apsis wurden neu eingedeckt, die Turmhaube wurde im Jahre 1998 aufgesetzt. In den Jahren zwischen 2001 und 2003 folgten umfangreiche Holzarbeiten an Decke, Gestühl und Fußboden sowie Putz- und Malerarbeiten zur Innenrestauration. Am 18. September 2004 wurde die Kirche wieder eingeweiht. Der Außenputz wurde 2006 fertiggestellt durch Mitglieder der Gemeinde Niederkrossen (Projekt Gemeinde hilft Gemeinde).

## Glocken
Im Ersten Weltkrieg wurde eine der beiden Glocken der Chorturmkirche eingeschmolzen. Am 16. Juli 2013 meldete die Ostthüringer Zeitung unter folgender Schlagzeile: „Kirche in Weißen hat wieder eine Glocke“. Die bronzene Glocke wurde im Mai 2013 bei 1.180 Grad Celsius in Maria Laach in Rheinland-Pfalz gegossen. Sie wiegt 217 Kilogramm und ersetzt jetzt die seit dem Ersten Weltkrieg fehlende Glocke und kostete 14.000 Euro. Finanziert wurde sie über Spenden, die Kollekte und Kirchgeld.